# 民事法情報センター
社団法人 民事法情報センター（しゃだんほうじん みんじほうじょうほうセンター）は、かつて存在した日本の社団法人。2010年5月8日解散を決定。

## 概要
民事法制の充実発展に寄与することを目的とする日本の社団法人であった。司法書士、土地家屋調査士、法務局職員を対象とした登記実務研究会を行っていたほか、「月刊民事法情報」と「月刊登記インターネット」（旧月刊登記先例解説集→月刊登記情報）の出版、登記関連などの単行本の出版、住宅地図の作製・販売を行っていた。
2010年5月8日開催の、社員総会により法人の解散を決定。約4億円の内部留保は、一般社団法人及び一般財団法人に関する法律239条に従って、国庫帰属となる見通し。

### 法人概要
- 主たる事務所の所在地　東京都新宿区四谷二丁目14番8号YPCビル2階[7]
- 法人設立の年月日　1986年（昭和61年）3月31日
- 事業内容　民事法務に関する調査研究、情報及び資料の収集、図書その他の印刷物の刊行、講演会・研究会・座談会等の開催
- 代表者　理事長 香川保一（元最高裁判所判事[8]、元法務省民事局長）
- このほか、理事・監事の役員は、元高等裁判所部総括判事、元地方裁判所所長、日本司法書士会連合会会長、日本土地家屋調査士会連合会会長などが就任していた。

### 理事長への無担保融資等
- 2009年3月に、センターから香川理事長に対して、無担保・無利息・返済期限なしで1500万円の貸し付けが行われた。これについては、理事会による事前審議はなかった。センターの2008年度決算報告書には「長期貸付金」として記載されている[9]。これは、2010年4月13日に政府の事業仕分けで問題とされたが、4月15日には全額返済されている。
- また、同じ2009年3月、理事長の報酬を月50万円から100万円に、常務理事の報酬も50万円から70万円にする報酬の改定も実施[9]。

## 在籍した人物
かつて民事法情報センターに在籍した人物を示す。括弧内は民事法情報センターでの役職、ハイフン以降はその他の代表的な役職を示す。また、民事法情報センターは社員により構成されるが、自然人だけでなく法人も一社員として扱われているため、法人も便宜上ここに記す。

### 個人
- 香川保一（理事長） - 元最高裁判所判事
- 村上敬一（理事） - 元東京高等裁判所総括判事
- 塩崎勤（理事） - 元東京高等裁判所総括判事

### 法人
- 株式会社長野銀行（法人会員）
- 日本司法書士会連合会（法人会員）
- 日本土地家屋調査士会連合会（法人会員）